# Sally Kirkland
Sally Kirkland, född 31 oktober 1941 i New York, är en amerikansk skådespelerska.

## Utmärkelser
Kirkland har bland annat vunnit ett Golden Globe Award för bästa kvinnliga huvudroll – drama för Anna 1987.

## Roller i urval
- 1973 – Blåsningen
- 1973 – Våra bästa år
- 1975 – Mot Fort Humboldt
- 1976 – En stjärna föds
- 1976 – Makten och härligheten (miniserie)
- 1987 – Anna
- 1989 – Cold Feet
- 1991 – JFK
- 1993 – Roseanne (TV-serie) (2 avsnitt)
- 1994 – Gunmen
- 1997 – X-tra bagage
- 1999 – EDtv
- 2003 – Bruce den allsmäktige
- 2010 – Criminal Minds (TV-serie) (1 avsnitt)